# Lelley Jenő
Lelley Jenő János Lajos (Lellei; Nyitranagykér, 1879. március 3. – Pozsony, 1949) ügyvéd, politikus. 

## Élete
Szülei Chudy János birtokos, nagykéri jegyző és Prindl Zsófia voltak. Testvére Ernő Ferenc Vince (1882) volt. 1889. augusztus 14-én a Belügyminisztérium 54511. számú rendeletével Lelleire változtatták a nevüket.
A Nyitrai Piarista Gimnáziumban végzett, ahol Ethey Gyula és Höllrigl József osztálytársa volt. Jogi tanulmányai befejezése után Nyitrán volt ügyvéd. A csehszlovák államfordulat után jelentős szerepet játszott az Országos Keresztényszocialista Párt megalapításában, amelynek 1920 márciusában első elnökévé választották. 1920-1925 között nemzetgyűlési képviselő volt. Magyar nyelvű pecsét használata miatt a turócszentmártoni ügyvédi kamara fegyelmi eljárást indított ellene, de a képviselőház ezt tiltó törvény hiányában zaklatásnak minősítette az elleni indított eljárást, mentelmi jogát ezért nem függesztették fel. 1925-ben az ún. érsekújvári egyezmény megkötése után meghalt Petrogalli Oszkár, s Lelley környezete felfüggesztette Bittó Dénest pártbeli funkciója alól, ami az egyezség felborulásához és a pártja ellenzékének felülkerekedéséhez vezetett. Gondolkodott a pártból való kiválásról és a Mikle-féle Országos Magyar Parasztpárthoz való csatlakozásról is.
1925-ben belső pártharcok következtében kénytelen volt lemondani az OKP elnöki tisztségéről, s a pártból is kizárták. Helyére Szüllő Géza került. Ezután Nyugatszlovenszkói Keresztényszocialista Párt néven új politikai pártot alapított. Az 1925-ös választási kudarc után aktivista politikát folytatott, de jelentősebb szerepet már nem töltött be a szlovákiai magyar politikai életben. Anyagi gondjai miatt 1934-ben öngyilkosságot kisérelt meg.
1935-ben állítólag öngyilkosságot kísérelt meg. 1935-ben Pozsonyba költözött, és a Közigazgatási Bíróság tanácsosa lett. A második világháború után Pozsonyligetfalura internálták, lakását és vagyonát elkobozták. Egy pozsonyi panzióban érte a halál 1949-ben.
Fia Lelley János mezőgazdász, növénynemesítő.